# Abel Ferrara

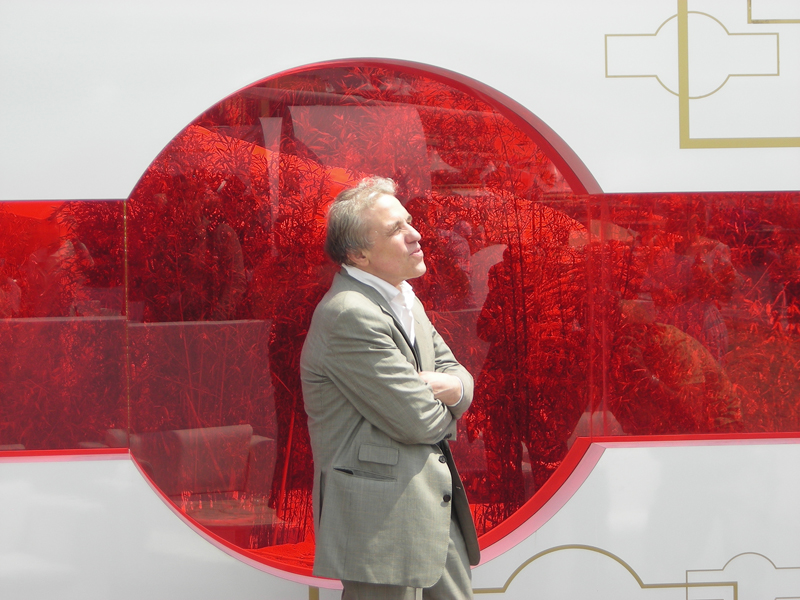
Abel Ferrara.jpg

Abel Ferrara (Nova Iorque, 19 de julho de 1951) é um cineasta norte-americano. Aos 15 anos de idade mudou-se para Peekskill, onde conheceu Nicholas St. John, amigo de escola que posteriormente iria escrever vários de seus filmes.

## Biografia
Ferrara começou como diretor fazendo filme amador em Super-8 e um curta-metragem que lhe daria a base para seu filme de 1979, O Assassino da Furadeira (The Driller Killer), uma história violenta sobre um artista que enlouqueceu. Seu filme Sedução e Vingança (Ms. 45), em 1981, recebeu críticas mais positivas e que ajudaram a impulsionar sua carreira. Naquela época Cidade do Medo (Fear City) foi o filme com maior orçamento que ele já havia trabalhado embora fosse lançado diretamente em vídeo. Ferrara decidiu pegar vários trabalhos como diretor para Michael Mann enquanto St. John escrevia os scripts para os projetos futuros. Ferrara dirigiu episódios de Miami Vice e o episódio piloto de Crime Story, China Girl e Cat Chaser (uma adaptação do romance de Elmore Leonard) que tiveram algumas críticas enquanto sua carreira estagnava apesar dos filmes de grande orçamento.
O início dos anos 90 é considerado o auge de sua carreira. Em 1990 o filme O Rei de Nova York (King of New York) foi lançado e teve uma recepção muito boa tanto pelos críticos como pelo público, mas não no Festival de Cinema de Nova Iorque onde Ferrara foi apontado como racista, machista e acusado de apologia à violência e drogas. Seu próximo filme foi Vício Frenético (The Bad Lieutenant) em 1992, amplamente considerado o seu melhor trabalho. Depois do sucesso de Rei de Nova York e Vício Frenético, Ferrara fez o remake do filme Vampiros de Almas (Invasion of the Body Snatchers) em 1993 com o título de Body Snatchers, que estreou no Festival de Cannes, onde recebeu uma crítica morna. Também em 1993 Ferrara lançou Olhos de Serpente (Dangerous Game), com a participação de Harvey Keitel, Madonna e James Russo. Em 1995 lançou The addiction e Os Chefões (The Funeral), ambos estrelando Christopher Walken. Desde então Ferrara dirigiu Blackout (The Blackout) em 1997. Fez a adaptação da história de William Gibson New Rose Hotel chamada em português de Enigma do Poder. Em 2001 lançou Gangues do Gueto (R Xmas) estrelando Ice-T e em 2005 Maria (Mary) onde a atriz Juliette Binoche interpreta Maria Madalena.

## Filmografia
- Nicky's Film (1971)
- The Hold Up (1972)
- Could This Be Love (1973)
- Nine Lives of a Wet Pussycat  (1976) (Como Jimmy Boy L)
- Not Guilty: For Keith Richards (1977) Curta-metragem
- O Assassino da Furadeira (The Driller Killer) (1979)
- Sedução e Vingança (Ms. 45) (1981)
- Cidade do Medo (Fear City) (1984)
- Gradiator (The Gladiator) (1986)
- Crime Story (1986) Série de TV
- Inimigos Pelo Destino (China Girl) (1987)
- Sedução (Cat Chaser) (1989)
- O Rei de Nova York  (King of New York) (1990)
- Vicio Frenetico (The Bad Lieutenant) (1992)
- Os Invasores de Corpos (Body Snatchers) (1993)
- Olhos De Serpente (Dangerous Game) (1993)
- The Addiction (1995)
- California (1996) (Videoclip para Mylène Farmer)
- Os Chefoes (The Funeral) (1996)
- Blackout (The Blackout) (1997)
- Enigma Do Poder (New Rose Hotel) (1998)
- Gangues do Gueto (R Xmas) (2001)
- Maria (Mary) (2005)
- Go Go Tales (2007)
- Chelsea on the Rocks (documentário) (2008)
- 42 One Dream Rush (curta-metragem) (2007)
- Napoli, Napoli, Napoli (2009)
- Mulberry St.  (documentário) (2010)
- 4:44 Last Day on Earth (2011)
- Pasolini (2014)